# NICE GIRL プロジェクト!研修生
NICE GIRL プロジェクト!研修生 （ナイスガールプロジェクトけんしゅうせい）は、つんく♂が代表取締役社長を務めるTNX株式会社に所属するNICE GIRL プロジェクト!のレッスン生であったが、2014年11月16日をもって一切の告知もなく消滅した。
略称はNGP研修生、ナイスガール研修生など。別名およびユニット名としてはナイスガールトレイニー。

## 育成システム
オーディションに合格後、まずはTNX所属の塾生となる。その後レッスンの成熟度を計る審査会を経て、研修生へとステップアップする。
ハロー!プロジェクトの新メンバーオーディションに参加する際、ハロプロエッグメンバーと同様に1次審査（書類審査）と2次審査（面接）を免除される特典があった。

## ナイスガールトレイニー
ナイスガールトレイニーとは、もともとは『TOKYO IDOL FESTIVAL 2012』に出場するために結成された研修生選抜ユニットを指し、非選抜研修生とは明確に区別されていたが、広義として研修生＝トレイニーと呼ばれるようになった経緯がある。

## 歴代ナイスガール研修生
| 氏名                                                  | 愛称                         | 生年月日               | 出身地       | 血液型            | 御披露目                                   | NGP正規メンバー昇格              | 備考 |
| ----------------------------------------------------- | ---------------------------- | ---------------------- | ------------ | ----------------- | ------------------------------------------ | -------------------------------- | --- |
| 加藤花蓮 （かとう かれん）                            | カレン                       | 1993年7月3日（31歳）   | 東京都       | A型               | 2007年3月11日 Shibuya O-EAST               | 2008年5月3日 （ブログにて発表）  | - 元GTT倶楽部。 - 現在は歌恋名義で活動。 - ムーン・ザ・チャイルド→TNX→ビクターエンタテインメント→サンミュージック→フリー。 - 2016年2月14日、ダンスボーカルユニットの元メンバーと入籍したことを発表。 - 2018年1月11日、前年12月に離婚したことを公式ブログにて報告。 |
| 小塚真里奈 （こづか まりな）                          | マリーナ                     | 1993年3月16日（32歳）  | 神奈川県     | O型               | 2007年3月11日 Shibuya O-EAST               |                                  | - 元GTT倶楽部。 - 女優の秋野ひとみは叔母。 - TNX所属以前、従姉妹と「プチ☆プチ」というユニットで活動歴あり。 - 2011年2月13日、diana参加を理由にNGP研修生を卒業。 - 元diana（2011年、2012年、2013年度まで）。 |
| 笹塚しおり （ささづか しおり）                        | しおりん                     | 1994年12月12日（30歳） | 東京都       | O型               | 2007年3月11日 Shibuya O-EAST               |                                  | - 元GTT倶楽部。 - 2012年11月30日、トレイニーブログにて研修生卒業を発表。 |
| 幡野わかば （はたの わかば）                          | わかびー                     | ※2007年時点で小学6年生 | 不明         | 不明              | お披露目されず                             |                                  | - 元GTT倶楽部。 - サイト上で写真が2枚公開された以外は情報なし。 |
| 大塚桃子 （おおつか ももこ）                          | ピーチ                       | 1987年2月21日（38歳）  | 東京都       | A型               | 2007年6月9日 東京キネマ倶楽部              | 2008年5月3日 （ブログにて発表）  | - 第1回「妹メガネっ娘♀・姉貴分メガネっ娘♀オーディション!!」合格者。 - 第1回『ガールズ♀ギャラリー』にてお披露目。 - 2008年7月10日、CMソング『なっとう!なっトウッ!』でメジャーデビュー。 - 2010年9月30日、芸能活動卒業。 |
| 畑中里砂 （はたなか りさ）                            | サリー                       | 不明                   | 不明         | 不明              | 2007年6月9日 東京キネマ倶楽部              |                                  | - 第1回「妹メガネっ娘♀・姉貴分メガネっ娘♀オーディション!!」合格者。 - 第1回『ガールズ♀ギャラリー』にてお披露目。 - 『G♀G』出演後、数回『つんく♂TV』に動画がアップされるも、その後脱退。 |
| 何文櫻 （か ふみおう）                                | チェリー                     | 1988年4月8日（37歳）   | 中国・福建省 | 不明              | 2007年9月19日 石丸電気soft2                | 2008年5月3日 （ブログにて発表）  | - 第2回「妹メガネっ娘♀・姉貴分メガネっ娘♀オーディション!!」合格者。 - 2008年12月24日、トレイニーブログにてNGP卒業を発表。 |
| 持田千妃来 （もちだ ちひら）                          | ちーちゃん                   | 1997年10月12日（27歳） | 新潟県       | A型               | 2008年10月12日 石丸電気soft2               | 2009年6月14日 ※準メンバー        | - 第3回「妹メガネっ娘♀・姉貴分メガネっ娘♀オーディション!!」合格者。 - 2009年12月25日、キャナァーリ倶楽部正規メンバーに昇格。 - 2015年1月8日、自身のブログにて所属事務所TNXを離れることを発表。 - 2016年4月よりオッドエンタテイメント所属。 |
| 時田愛梨 （ときた えり）                              | とっきー                     | 1992年3月6日（33歳）   | 東京都       | B型               | 2009年12月25日 下北沢Club251               | 2010年3月20日 横浜SUNPHONIX HALL | - 2010年11月、「グラビアJAPAN 2010」にて「ミス週刊プレイボーイ」を受賞。 - テレ玉『REDS TV GGR』アシスタント（2012年1月13日 - 2015年12月30日）。 - 2015年1月より、ライラックプロモーション所属。 |
| 中根由衣 （なかね ゆい）                              | ゆい姉ぇ                     | 1987年6月22日（37歳）  | 茨城県       | O型               | 2010年2月28日 Sun Street 亀戸              |                                  | - 元Princess Chatters。 - 妹は中根亜衣。 - 高校3年生時、チアリーディング全国大会優勝、世界大会8位（アメリカ）。 - 2011年10月、舞台『中野ブロンディーズ』出演。 |
| 中根亜衣 （なかね あい）                              | あいぽん                     | 1990年12月4日（34歳）  | 茨城県       | O型               | 2010年2月28日 Sun Street 亀戸              |                                  | - 元Princess Chatters。 - 姉は中根由衣。 - 2011年10月、舞台『中野ブロンディーズ』出演。 |
| 新嘉喜由芽 （あらかき ゆめ）                          | カッキー                     | 2003年6月24日（21歳）  | 神奈川県     | A型               | 2010年3月20日 横浜SUNPHONIX HALL           |                                  | - 元Angel Chatters。 - 2010年11月、わっちゃんとともにピザーラ「モッツァイタリアーナ」に出演。 - 元デコちあーズ2011メンバー。 - 2012年4月、TBS系『ミズトアブラハイム』出演。 - 自己紹介は「やる気！元気！カッキー！」。 - GMBプロダクションに所属していた。 - 2015年4月、タカラトミー「プリパラ サイリウムチャーム ＆ ミルコレセット」CM出演。 |
| 本名不明                                              | くらもん                     | 1999年7月9日（25歳）   | 愛知県       | O型               | 2010年3月20日 横浜SUNPHONIX HALL           |                                  | - 2010年9月4日、『品ステ コレクション』出演。 |
| 歩弓 （ほゆみ）                                       | グッチー                     | 1998年6月26日（26歳）  | 神奈川県     | A型               | 2010年4月29日 高田馬場ESP club 1ne2wo      |                                  | - 元Princess Chatters/Angel Chatters。 - 2010年9月、お試し企画第二弾『初恋のカケラ2010』主演。 - WORLD ONE所属。 - ROCO GIRLSメンバー。 |
| 板橋美羽 （いたばし みう）                            | みーちゃん                   | 1999年7月14日（25歳）  | 千葉県       | A型               | 2010年4月29日 高田馬場ESP club 1ne2wo      |                                  | - 元Princess Chatters/Angel Chatters。 - 2010年9月、お試し企画第二弾『初恋のカケラ2010』出演。 - アーミー系アイドルユニットloop元メンバー。 - 2015年3月20日、所属事務所より素行不良により本日付で解雇と発表。 - 後にご当区アイドルグループ「東京23区ガールズ」に「板橋美羽」という芸名のメンバーが在籍していたことがあるが別人である。 |
| 本名不明                                              | きにーにゃ                   | 2002年5月13日（22歳）  | 岡山県       | O型               | 2010年4月29日 高田馬場ESP club 1ne2wo      |                                  | - 2010年9月4日、『品ステ コレクション』出演。 |
| 渡邉優花 （わたなべ ゆか）                            | わっちゃん                   | 2001年12月13日（23歳） | 茨城県       | A型               | 不明                                       |                                  | - 元Angel Chatters。 - 2010年11月、カッキーとともにピザーラ「モッツァイタリアーナ」CMに出演。 - 元デコちあーズ2011メンバー。 |
| 鈴木萌花 （すずき もえか）                            | ズッキー                     | 2002年2月5日（23歳）   | 東京都       | 不明              | 2011年4月30日 新宿BLAZE                    |                                  | - 元デコちあーズ2011メンバー。 - NGP研修生時代は、ズッキーというニックネーム以外、本名・誕生日・出身地・血液型など一切非公開であった。 - 『トレイニーズコレクションvol. 7』公演（2部）出演。 - 好きなおでんの具は餅巾着。 - 2014年より、スターダストプロモーション芸能3部（現 第三事業部）に所属していた3B juniorのメンバーであった（2018年11月3日活動終了）。 - 2015年7月11日より3B juniorと並行して3B junior内ユニットマジェスティックセブンのメンバーとして活動していた（2018年10月8日活動終了）。 - 2018年11月3日よりアメフラっシ（現 AMEFURASSHI）のメンバーとして活動中。 - 2019年11月24日よりアメフラっシと並行して浪江女子発組合のメンバーとして活動していた（2023年11月11日卒業）。 |
| 國安愛菜 （くにやす まな）                            | まなてぃ                     | 2002年2月9日（23歳）   | 茨城県       | B型               | 2011年4月30日 新宿BLAZE                    |                                  | - 元デコちあーズ2011メンバー。 - 2012年6月12日、iDOL Streetストリート生（3期生/e-Street TOKYO）加入。 - 2013年3月28日、下北FM番組出演をもってiDOL Streetストリート生を卒業。 - その後羽田愛菜に改名し、2015年3月11日、ニコニコ生放送にてリンクSTAR`sへの加入を発表。 - イメージDVD1枚をリリースするが、2016年12月に候補生に降格される。以後の消息は不明。 |
| 桑元稜 （くわもと りょう）                            | りょうっち                   | 2000年9月28日（24歳）  | 神奈川県     | A型               | 2011年4月30日 新宿BLAZE                    |                                  | - 元デコちあーズ2011メンバー（リョウちゃん） - 2016年11月1日、シブヤDOMINIONを卒業 |
| 勝田麗美 （かつた れいみ）                            | れいみん                     | 1992年5月25日（32歳）  | 神奈川県     | O型               | 2011年4月30日 新宿BLAZE                    |                                  | - 2012年6月30日、トレイニーズブログにて卒業を発表。 - 元AKIHABARAバックステージpassアイドルキャスト。 - 不定期で舞台出演。 |
| 坂上麻優 （さかうえ まゆ）                            | でこまゆ                     | 1998年9月4日（26歳）   | 東京都       | O型               | 2011年4月30日 新宿BLAZE                    |                                  | - 2012年5月14日、トレイニーズブログにて卒業を発表。 - 「浅草ゆめまち劇場ハイスクールキャンパス」メンバー。 - 2015年5月30日、五反田ゆうぽうとホールで開催された『THE ポッシボー LIVEツアー2015春〜見ごろ食べごろポッシごろ♡〜FINAL』にサポートメンバーとして参加。 |
| 岡田沙耶奈 （おかだ さやな）                          | さやにゃん                   | 1998年5月29日（26歳）  | 東京都       | 不明              | 2011年4月30日 新宿BLAZE                    |                                  | - 2012年5月14日、トレイニーズブログにて卒業を発表。 - 元Cute★Bits。 - 現在は松本さやな名義で活動。 |
| 押切沙也加 （おしきり さやか）                        | さやりぃ                     | 1996年8月27日（28歳）  | 愛知県       | B型               | 2011年4月30日 新宿BLAZE                    |                                  | - 現在は舞台を中心に女優として活動中。 |
| 山下瑞樹 （やました みずき）                          | ミズキング                   | 1993年9月9日（31歳）   | 千葉県       | A型               | 2011年4月30日 新宿BLAZE                    |                                  | - 元AKIHABARAバックステージpassアイドルキャスト。 - 山下瑞稀名義で活動（M-SMILE所属）。 - アイドルユニットFleur*に加入を発表するも、数日で脱退。 - 現在は引退。 |
| 寺尾優美 （てらお ゆみ）0                             | ゆみん                       | 1999年5月23日（25歳）  | 東京都       | B型               | 2011年4月30日 新宿BLAZE                    |                                  | - 元シブヤDOMINIONメンバー。 |
| 小片リサ （おがた りさ） イメージカラー：赤           | りさまる。                   | 1998年11月5日（26歳）  | 東京都       | A型               | 2011年4月30日 新宿BLAZE                    |                                  | - ナイスガールトレイニー選抜メンバー。 - 小堂真宏監督作品『おこもりがえし』主演（短編映画）。 - 「モーニング娘。11期メンバー『スッピン歌姫』オーディション」参加。 - 研修生で唯一全ての『トレイニーズコレクション』に出演。 - 2014年11月29日、『ハロプロ研修生発表会2014 〜11月・12月の生タマゴShow!〜 Zepp Nagoya』昼公演にて、ハロプロ研修生としてお披露目。 - 2015年4月29日、YouTubeチャンネル『ハロ!ステ』にてつばきファクトリーへの加入を発表。 - 2015年8月8日、中野サンプラザにて開催された『Hello! Project 2015 SUMMER 〜CHALLENGER〜』にて、つばきファクトリーのサブリーダー就任を発表（リーダーは山岸理子）。 - 2017年12月30日、つばきファクトリー「第59回日本レコード大賞最優秀新人賞」受賞。 - 2020年10月8日より活動休止の末、同年12月28日をもってハロー!プロジェクトおよびつばきファクトリーでの活動を終了。 - 2021年6月1日、ソロとして芸能活動を再開し、ハロプロOGのFC「M-line club」に加入。 - 2024年9月30日、所属事務所のジェイピィールームを退所。以降はフリーランスで活動。 |
| 今野梨奈 （こんの りな）                              | 馬食 （ばしょく）            | 1993年11月29日（31歳） | 埼玉県       | AB型              | 2011年4月30日 新宿BLAZE                    |                                  | - 元シャムロッツメンバー。 - アイドル育成型居酒屋大宮アイドールリーダー。 |
| 郡戸美有 （ぐんど みゆ）                              | ぐんとくん                   | 1993年8月31日（31歳）  | 神奈川県     | A型               | 2011年4月30日 新宿BLAZE                    |                                  | - 元AKIHABARAバックステージpassアイドルキャスト。 - 2012年5月11日、トレイニーブログにて同月7日に卒業していたことを発表。 - 2014年11月1日、アイドル育成型居酒屋大宮アイドール卒業発表。 |
| 赤羽つぶら （あかはね つぶら）                        | つぶら氏 （つぶらし）        | 1992年12月5日（32歳）  | 東京都       | B型               | 2011年4月30日 新宿BLAZE                    |                                  | - 元AKIHABARAバックステージpassアイドルキャスト。 - エムズファクトリーに所属するも現在は引退。 |
| 山田歩美 （やまだ あゆみ）                            |                              | ※2011年度で小学5年生   | 不明         | 不明              | 2011年4月30日 新宿BLAZE                    |                                  | - 2011年9月2日放送の『つんつべ♂』#10にて「くりくり倶楽部」CM出演。 |
|                                                       | れいな                       | 不明                   | 不明         | 不明              | 2011年4月30日 新宿BLAZE                    |                                  | - 2011年4月30日にステージ出演した研修生22人に入るも、その後一切の情報なし。 |
| 石塚未来 （いしづか みく）                            | みくダック                   | 1995年2月1日（30歳）   | 神奈川県     | O型               | 2011年9月19日 渋谷屋根裏                   |                                  | - 『トレイニーズコレクション vol.2』にてお披露目。 - 元AKIHABARAバックステージpassアイドルキャスト。 |
| 廣瀬彩海 （ひろせ あやか） イメージカラー：青         | あやぱん                     | 1999年8月4日（25歳）   | 神奈川県     | O型               | 2011年9月19日 渋谷屋根裏                   |                                  | - 『トレイニーズコレクション vol.2』にてお披露目。 - ナイスガールトレイニー選抜メンバー。 - 「モーニング娘。11期メンバー『スッピン歌姫』オーディション」参加。 - 2014年5月11日、TOKYO DOME CITY HALLにて開催された『petit miladyファーストライブ』にニセミレディとして出演（あやぱん・なぎさ）。 - 2014年8月29日、さいたまスーパーアリーナにて開催された『Animelo Summer Live 2014（アニサマ2014）』にpetit miladyのバックダンサー」「HANIWA DANCERS」として出演（あやぱん・なぎさ）。 - 2014年11月29日、『ハロプロ研修生発表会2014 〜11月・12月の生タマゴShow!〜 Zepp Nagoya』昼公演にて、ハロプロ研修生としてお披露目。 - 2015年1月2日、中野サンプラザにて開催された『Hello! Project 2015 WINTER 〜DANCE MODE!〜』にて、ハロプロ新ユニット（後のこぶしファクトリー）メンバー8名に選出されお披露目。 - 同日、漢字表記を廣瀬から広瀬へ変更。 - 2015年3月8日、Zepp Tokyoで行われた『ハロプロ研修生 発表会 2015〜3月の生タマゴShow!〜昼公演』にて、こぶしファクトリーのリーダー就任を発表。 - 2015年12月30日、こぶしファクトリーとして「第57回日本レコード大賞最優秀新人賞」受賞。 - 2020年3月30日、こぶしファクトリーが活動終了。以降はフリーランスで活動。 |
| 藤田彩加 （ふじた あやか） イメージカラー：紫         | あややん?                    | 1998年5月9日（26歳）   | 千葉県       | A型               | 2011年9月19日 渋谷屋根裏                   |                                  | - 『トレイニーズコレクション vol.2』にてお披露目。 - 元ナイスガールトレイニー選抜メンバー。 - 父は元プロ野球選手の藤田宗一。 - 2013年3月30日、トレイニーブログにて研修生卒業を発表。 - 2014年5月2日、風男塾弟分AXELLのあすかとしてデビューすることを公式ブログにて発表。 - 2016年4月24日、AXELLJOL原宿イベントをもって卒業。 - 藤田あやか名義でYouTuberとしても活動中。 |
| 小野はるか （おの はるか） イメージカラー：ピンク     | はるしゃん                   | 1996年2月20日（29歳）  | 神奈川県     | A型               | 2011年9月19日 渋谷屋根裏                   |                                  | - 『トレイニーズコレクション vol.2』にてお披露目。 - ナイスガールトレイニー選抜メンバー。 - 元AKIHABARAバックステージpassアイドルキャスト。 - 「モーニング娘。11期メンバー『スッピン歌姫』オーディション」最終候補者。 - 2014年4月27日、『トレイニーズコレクション vol.9』（渋谷Glad）をもって卒業。 - 2015年12月23日、「ユメオイ少女」結成。 - 2015年12月26日、ユメオイ少女加入をTwitterにて発表（リーダー）。 - 2019年4月6日、卒業公演（TFMホール）にて卒業、その後はソロ活動に移行。 - 2022年2月22日、新グループ「ai*ai」のメンバーとしてお披露目（佐野るか名義）。 |
| 佐藤麻莉亜 （さとう まりあ）                          | まりあんぬ！                 | 1994年9月13日（30歳）  | 埼玉県       | B型               | 2011年9月19日 渋谷屋根裏                   |                                  | - 『トレイニーズコレクション vol.2』にてお披露目。 - 埼玉美少女図鑑モデル。 - 2013年1月24日、トレイニーブログにて研修生卒業を発表。 - 2014年7月1日からAKIBAカルチャーズ劇場のアテンダント。 - 2015年1月13日、AKIBAカルチャーズ劇場新春特別公演・期間限定シャッフルユニット「DreamStage」公開オーディションに出演し、合格。 - 2015年2月1日、AKIBAカルチャーズ劇場にて、期間限定ユニット「オーガニック（本物）」お披露目。 - 2015年2月10日、AKIBAカルチャーズ劇場にて、期間限定ユニット「オーガニック（本物）」公演初日。 - 2015年7月30日、自身のツイッターにて新アイドルグループ「フィロソフィーのダンス」のメンバーとして活動していくことを発表（佐藤まりあ名義）。 |
| 桑田望 （くわた のぞみ）                              | のぞみん                     | 1991年4月27日（34歳）  | 神奈川県     | O型               | 2011年9月19日 渋谷屋根裏                   |                                  | - 『トレイニーズコレクション vol.2』にてお披露目。 - 特撮好きでオリジナル変身ポーズを持っていた。 |
| 千葉彩花 （ちば さやか）                              | さあや                       | 2003年1月14日（22歳）  | 不明         | 不明              | 2012年1月9日 渋谷屋根裏                    |                                  | - 『トレイニーズコレクション vol.3』にてお披露目。 - レプロアスター所属。 |
| 藤澤新奈 （ふじさわ にいな） イメージカラー：オレンジ | ふじにー                     | 1999年12月25日（25歳） | 東京都       | A型               | 2012年1月9日 渋谷屋根裏                    |                                  | - 『トレイニーズコレクション vol.3』にてお披露目。 - 元ナイスガールトレイニー選抜メンバー。 - 2013年3月30日、トレイニーブログにて研修生卒業を発表。 |
| 油井原幸 （ゆいはら さち）                            | さっちゃん                   | 1995年7月25日（29歳）  | 埼玉県       | 不明              | 2012年3月3日 六本木morph-tokyo             |                                  | - 『トレイニーズコレクション vol.4』にてお披露目。 - 2013年2月3日、トレイニーブログにて研修生卒業を発表。 |
| 小山梨織 （こやま りお）                              | まりお                       | 1995年10月14日（29歳） | 東京都       | A型               | 2012年3月18日 浅草六区ブロードウェイ商店街 |                                  | - 『浅草ストリートライブ』にてお披露目された初の研修生。 |
| 橋本渚 （はしもと なぎさ） イメージカラー：黄色       | なぎなぎ                     | 1997年7月3日（27歳）   | 神奈川県     | AB型              | 2012年4月1日 浅草六区ブロードウェイ商店街  |                                  | - 『浅草ストリートライブ』にてお披露目。 - なぎさ名義で活動。 - ナイスガールトレイニー選抜メンバー。 - 元オスカープロモーション所属。 - 「スマイレージ2期メンバーオーディション」参加。 - 中学二年生の時、アメリカ・ロサンゼルスにて開催されたダンス世界大会にて優勝経験あり（団体）。 - 2014年5月11日、TOKYO DOME CITY HALLにて開催された「petit miladyファーストライブ」にニセミレディとして出演（あやぱん・なぎさ）。 - 2014年8月29日、さいたまスーパーアリーナにて開催された『Animelo Summer Live 2014（アニサマ2014）』にpetit miladyのバックダンサー『HANIWA DANCERS』として出演（あやぱん・なぎさ）。 - 2014年11月29日、『ハロプロ研修生発表会2014 〜11月・12月の生タマゴShow!〜 Zepp Nagoya』昼公演にて、ハロプロ研修生としてお披露目。 - 2016年7月28日、ハロプロ公式サイトにて研修活動終了を発表、ハロプロ研修生を脱退。 - 2018年1月16日、読売ジャイアンツマスコットガール「ヴィーナス」に加入したことが公式サイトにて発表される（橋本なぎさ名義）。 - 2020年度までヴィーナスとして活動。現在はヴィーナスダンススクールダンス講師。またピラティスインストラクターとしても活動中。                                                                 |
| 中村菜摘 （なかむら なつみ）                          | なったまたん                 | 1997年6月14日（27歳）  | 東京都       | A型               | 2012年4月15日 浅草六区ブロードウェイ商店街 |                                  | - 『浅草ストリートライブ』にてお披露目。 - 元AKBN 0の桜木アリスもも（八王子の小川真奈）。 - 2015年10月10日、AKIHABARAバックステージpass（バクステ）アイドルキャスト9期生としてお披露目。 |
| 北川芽韻 （きたがわ めい）                            | さっちゃん                   | 1999年9月25日（25歳）  | 神奈川県     | A型               | 2012年5月5日 渋谷Glad                      |                                  | - 『トレイニーズコレクション vol.5』にてお披露目。 - アイドルユニット「PLC」2期生。2018年3月卒業。 - 2019年3月、アイドルユニット「LOVEReS」に追加メンバーとして加入（黒崎芽韻名義）。 - 2020年7月、LOVEReSがラブアグレッションに改名し、自身も徳川めいに改名。2021年7月卒業。 |
| 押原未來 （おしはら みらい）                          | みらい                       | 2001年12月7日（23歳）  | 茨城県       | A型               | 2012年5月5日 渋谷Glad                      |                                  | - 『トレイニーズコレクション vol.5』にてお披露目。 - 2012年6月8日・15日放送『つんつべ♂』#50・#51に出演。 - にらめっこが得意。 - 2014年4月1日、中学生になると同時にトレイニーブログ参加。 - 2022年4月、新アイドルプロジェクト「910%」に参加、9月から「KUJU」メンバーとなるが、11月に脱退。 |
| 井上玲音 （いのうえ れい） イメージカラー：不明       | れいれい                     | 2001年7月17日（23歳）  | 東京都       | O型               | 2012年7月29日 渋谷Glad                     |                                  | - 『トレイニーズコレクション vol.6』にてお披露目。 - 2013年6月5日、ナイスガールトレイニー選抜メンバー入り。 - 小学生メンバーで唯一トレイニーブログ掲載を許されていた。 - トレイニー選抜メンバーであるがイメージカラーは決まっていない。 - 2014年11月29日、『ハロプロ研修生発表会2014 〜11月・12月の生タマゴShow!〜 Zepp Nagoya』昼公演にて、ハロプロ研修生としてお披露目。 - 2015年1月2日、中野サンプラザにて開催された『Hello! Project 2015 WINTER 〜DANCE MODE!〜』にて、ハロプロ新ユニット（後のこぶしファクトリー）メンバー8名に選出されお披露目。 - 2015年4月3日、『おはスタ』公式ページにて2015年度「おはガール」就任を発表。 - 2015年12月30日、こぶしファクトリーとして「第57回日本レコード大賞最優秀新人賞」受賞。 - 2020年3月30日、こぶしファクトリーが活動終了。 - 2020年4月1日、Juice=Juiceに加入。 |
| 中村菜月 （なかむら なつき） イメージカラー：白       | なっきー                     | 1998年10月23日（26歳） | 東京都       | O型               | 2012年7月29日 渋谷Glad                     |                                  | - 『トレイニーズコレクション vol.6』にてお披露目。 - ナイスガールトレイニー選抜メンバー。 - 現在はなつき名義で活動。 - 元「ちゃぷ★ちゃぷ」。 - 元「制服向上委員会」レッスン生。 |
| 下田優奈 （しもだ ゆうな）                            | ゆうちゃん                   | ※2012年時点で小学2年生 | 不明         | 不明              | 2012年7月29日 渋谷Glad                     |                                  | - 『トレイニーズコレクション vol.6』にてお披露目。 - 2013年8月11日、ポッシボー単独ライブ昼公演（横浜BLITZ）にて「シャークこもろづか」として出演。 - ご当地キャラクターイメージソングDVD収録「チャチャ国のおうじちゃま」MVダンス出演。 |
| 齋藤栞帆 （さいとう りほ）                            | りほっぺ                     | ※2012年時点で小学3年生 | 不明         | 不明              | 2012年7月29日 渋谷Glad                     |                                  | - 『トレイニーズコレクション vol.6』にてお披露目。 - ご当地キャラクターイメージソングDVD収録「チャチャ国のおうじちゃま」MVダンス出演。 |
| 千葉あずさ （ちば あずさ）                            | あずにゃん                   | 1997年1月2日（28歳）   | 千葉県       | O型               | 2012年12月1日 新宿BLAZE                    |                                  | - 2012年12月1日、THE ポッシボー単独ライブオープニングアクトにてお披露目。 - 2013年6月5日、ナイスガールトレイニーライブオープニングアクトがラストステージ。 - 元いすみ鉄道公認アイドル「BOSO娘」メンバー。 |
| 菅野真子 （かんの まこ）                              | まこち                       | 1997年10月24日（27歳） | 埼玉県       | O型               | 2012年12月1日 新宿BLAZE                    |                                  | - THE ポッシボー単独ライブオープニングアクトにてお披露目。 - NGP研修生活動途中からはまこち名義に変更。 - 2014年4月27日、『トレイニーズコレクション vol.9』（渋谷Glad）をもって卒業。 |
| 岡村藍利 （おかむら あいり）                          | あいちゃん→ラブりん          | 2000年6月11日（24歳）  | 埼玉県       | A型               | 2013年6月12日 Twin Box AKIHABARA           |                                  | - ナイスガールトレイニー定期ライブオープニングアクトでお披露目。 - 自己紹介：小麦色のマーメイド→ハッピーラッキーマーメイド。 - RIZEプロダクション→ジールアビリティ所属。 - 元にじいろ学園、北風インパクトChoque!メンバー。 - 現在は岡村あいり名義で女優として活動。 |
| 児島寿理 （こじま じゅり）                            | じゅりりん                   | 2002年11月20日（22歳） | 埼玉県       | AB型              | 2013年6月26日 Twin Box AKIHABARA           |                                  | - ナイスガールトレイニー定期ライブオープニングアクトでお披露目。 - 『ニコ☆プチ』読者モデル。 |
| 本名非公開                                            | ノア                         | 1997年2月18日（28歳）  | 千葉県       | O型               | 2013年6月26日 Twin Box AKIHABARA           |                                  | - ナイスガールトレイニー定期ライブオープニングアクトでお披露目。 - 太田道灌の子孫。 - 東京女子流の山邊未夢と仲が良い。 |
| 山下みらい （やました みらい）                        | 朝比奈みらい、みらい         | 1997年5月15日（27歳）  | 東京都       | O型               | 2013年10月14日 AKIBAカルチャーズ劇場       |                                  | - 『トレイニーズコレクション vol.7』にてお披露目。 - NGP初ステージは、THEポッシボー単独ライブ（2013年3月31日、新宿BLAZE）。 - 元オラオラ小娘。 - 朝比奈みらい名義で過去にアイドル活動歴あり。 - 名字を芸名にしている唯一の研修生だった。 - 2013年12月12日、個人ブログにて同月7日のレッスンを最後に研修生を卒業したことを発表。 - 本名に戻し、フリーで活動開始。 - 2014年5月15日、17歳の誕生日に芸名を朝比奈みらいに戻すことを発表。 - 2014年11月13日、自身が作詞作曲した「虹色の空へ」にてCDデビュー。 |
| 小川花佳 （おがわ はるか）                            | はるる                       | 1997年3月25日（28歳）  | 東京都       | O型               | 2013年10月14日 AKIBAカルチャーズ劇場       |                                  | - 『トレイニーズコレクション vol.7』にてお披露目。 - 2014年4月27日、『トレイニーズコレクション vol.9』（渋谷Glad）をもって卒業。 - 現在はモデルとして活動中。 |
| 笹沢茉由花 （ささざわ まゆか）                        | まゆきゃん                   | 2001年3月11日（24歳）  | 不明         | A型               | 2013年10月14日 AKIBAカルチャーズ劇場       |                                  | - 『トレイニーズコレクション vol.7』にてお披露目。 - 元プリズムメイツ。 - 2014年12月7日、SPIRAL MUSIC所属のアイドルユニット「SPIRAL GIRLS」に加入したことをツイッターにて発表。 - その後SPIRAL MUSICのアイドルユニット「ロリィタドール」（2015年2月 - 2016年5月）・「GetSetGo!」（兼任、2015年7月 - 2016年5月）→「ULTRAGIRL」（2016年5月 - 2017年5月）→「ULTRA」（2017年5月 - 2018年5月）に在籍。 - 2019年8月に新アイドルグループ「XX HolicVampire」メンバーとして活動再開（Mayuka名義）するも同年12月に活動停止。 - 2020年2月から新グループ「レイドロイド」（現ネオンレイン）のメンバーとして活動（ミニマ・U・マユカ名義）、2023年3月のグループ活動休止とともに引退。 |
| 山崎萌花 （やまざき もか）                            | もかりんご                   | 2004年5月12日（20歳）  | 東京都       | AB型              | 2013年10月14日 AKIBAカルチャーズ劇場       |                                  | - 『トレイニーズコレクション vol.7』にてお披露目。 - 9歳にもかかわらずファンを釣っていたその小悪魔ぶりに2代目小悪魔まこちではないかと言われていた - 2014年11月22日、世田谷区ご当地アイドル「世田谷女子学院初等部」加入を発表。 - 現在はもか名義でVAZ所属のYouTuberとして活動中。 |
| 青木萌華 （あおき もえか）                            | もえにゃん                   | 2002年12月21日（22歳） | 神奈川県     | O型               | 2013年10月14日 AKIBAカルチャーズ劇場       |                                  | - 『トレイニーズコレクション vol.7』にてお披露目。 - 2017年7月 - 2021年1月、トミーズアーティストカンパニー所属の「Needs」で活動。 - 2021年8月、新アイドルグループ「ラテラルアーク」に加入（桃姫もえか名義）。 |
| 石橋優香 （いしばし ゆか）                            | いっしー                     | 1996年9月3日（28歳）   | 東京都       | O型               | 2013年10月14日 AKIBAカルチャーズ劇場       |                                  | - 『トレイニーズコレクション vol.7』にてお披露目。 - ドラえもんと同じ誕生日。 - 「D☆EGGS」と「つるぴかりん」の両ユニットで活動。 - 現在は芸能事務所「IxC」にタレントとして所属。 - ミス東スポ2021ファイナリスト。 |
| 堀江葵月 （ほりえ きづき） イメージカラー：不明       | きぃちゃん                   | 1998年5月14日（26歳）  | 東京都       | O型               | 2013年10月14日 AKIBAカルチャーズ劇場       |                                  | - 『トレイニーズコレクション vol.7』にてお披露目。 - 2014年1月4日、新春お年玉企画「大チェキ大会〜！」にてトレイニー選抜メンバー入り。 - 元B-FLY!（所沢ご当地アイドル「ZAWAガール」）。 - 2014年11月29日、『ハロプロ研修生発表会2014 〜11月・12月の生タマゴShow!〜 Zepp Nagoya』昼公演にて、ハロプロ研修生としてお披露目。 - 2018年8月24日、ハロプロ公式サイトにて研修活動終了を発表、ハロプロ研修生を脱退。 - 現在はダンサーとして活動中。キッズパワースポーツアカデミーのダンスインストラクターとしても活動している。 |
| 本間のゆり （ほんま のゆり）                          | のゆりんご                   | 2001年2月4日（24歳）   | 東京都       | O型（在籍は不明） | 2013年10月14日 AKIBAカルチャーズ劇場       |                                  | - 『トレイニーズコレクション vol.7』にてお披露目。 - 2015年5月から2016年9月の活動休止までCDEangelのメンバーとして活動。 - 2016年12月から新グループ「赤ちょこ」に加入、2018年11月の活動休止後は「にゅ〜わ」メンバーとして活動。 - 2021年6月に「赤ちょこ」が活動再開、「にゅ〜わ」と兼任となる（2022年8月まで）。2023年6月に卒業を予定していたが2023年2月にグループが解散することになったため前倒しで卒業。 - 2024年3月から新グループ「君とのシナリオ」メンバーとして活動開始。 - グラビア・撮影会モデルとしても活動中。 |
| 島野萌々子 （しまの ももこ）                          | ももちゃん                   | 1999年5月31日（25歳）  | 埼玉県       | 不明              | 2014年4月29日 渋谷Glad                     |                                  | - 『トレイニーズコレクション vol.9』にてお披露目。 - 2014年11月29日、『ハロプロ研修生発表会2014 〜11月・12月の生タマゴShow!〜 Zepp Nagoya』昼公演にて、ハロプロ研修生としてお披露目。 - 2016年7月28日、ハロプロ公式サイトにて研修活動終了を発表し、ハロプロ研修生を脱退。 |
| 林歩楓 （はやし あゆか）                              | キング                       | 2000年12月1日（24歳）  | 東京都       | 不明              | 2014年4月29日 渋谷Glad                     |                                  | - 『トレイニーズコレクション vol.9』にてお披露目。 - 元ジョビィキッズプロダクション。 - サンスポアイドルリポーター第9期（2020年1月 - 2021年9月）。 - 現在はGMBプロダクション所属。 |
| 横尾莉緒 （よこお りお）                              | りおちゃん                   | 1997年2月28日（28歳）  | 北海道       | A型               | 2014年6月2日 （ブログにて発表）            |                                  | - 2014年6月2日、トレイニーブログにてお披露目。 - 『祝 THE ポッシボー Japanツアー2014〜8年かかりましたわ〜 FINAL 中野サンプラザ』にて初ステージ。 - 2017年3月 - 2019年3月、「代々木女子音楽院」2期生として活動。 - 2019年10月、KissBeeYouthに加入。その後2020年12月に噛ム噛ムバンパイアに移籍、2021年3月に卒業。 - 2022年2月 - 9月、アフィシャナドゥ（2022年5月からアフィシャナドゥdeuxに改称、現アポストロフィ）で活動（この期間のみ横尾有柊名義）。 - 2022年10月から新グループ「Loulouchouchou」メンバーとして活動中。 |
| 永田桃子 （ながた ももこ）                            | ももこぉぉぉぉぉぉ、永ちゃん | ※2014年度で中学3年生   | 東京都       | O型               | 2014年6月2日 （ブログにて発表）            |                                  | - 2014年6月2日、トレイニーブログにてお披露目。 - 『祝 THE ポッシボー Japanツアー2014〜8年かかりましたわ〜 FINAL 中野サンプラザ』にて初ステージ。 |
| 増田苺子 （ますだ まいこ）                            | まいまい                     | 2006年4月26日（19歳）  | 東京都       | 不明              | 2014年11月16日 中野サンプラザ              |                                  | - 『祝 THE ポッシボー Japanツアー2014〜8年かかりましたわ〜 FINAL 中野サンプラザ』にてお披露目。 - 元トキエンタテインメント所属。 |

## お披露目されている塾生
| 名前                       | 愛称       | 生年月日              | 出身地 | 血液型 | お披露目                | 備考 |
| -------------------------- | ---------- | --------------------- | ------ | ------ | ----------------------- | --- |
| 上野鈴夏 （うえの すずか） | ちゅーすけ | 1995年9月15日（29歳） | 群馬県 | O型    | 2013年3月30日 新宿BLAZE | - 元AKIHABARAバックステージpassアイドルキャスト（1期生）。 - 元Toy Rabbits Records所属。 - THE ポッシボー単独ライブ出演。 - JOLモデル。 - 2018年1月16日、リーダーを務めていた突撃☆ランチボックスから脱退を発表。 |

## 作品

### シングル
- やる気 根性 色気も少し これが私自身（2013年6月5日、GOOD FACTORY RECORD、GFCG-13001） - ナイスガールトレイニー名義[15]

1. やる気 根性 色気も少し これが私自身
作詞・作曲：つんく、編曲：湯浅公一
2. 僕らの世代!
作詞・作曲：つんく、Rap詞：U.M.E.D.Y.、編曲：大久保薫
3. やる気 根性 色気も少し これが私自身 -Instrumental-
4. 僕らの世代! -Instrumental-

### 参加作品
- みんなのリズム天国（2011年7月21日、任天堂）
  - Wii用ソフト。「僕らの世代! / ナイスガールトレイニー」が収録されている。
- みんなのリズム天国全曲集（2011年8月24日、TN-mix、QWCT-10065）[16]
  - Wii用ソフト『みんなのリズム天国』オリジナルサウンドトラック。
- みんなのリズム天国全ボーカル集（2011年8月31日、GOOD FACTORY RECORD、GFCG-14002）[16]
  - Wii用ソフト『みんなのリズム天国』ボーカル入り楽曲集。

## 出演

### 外部ライブ
- TOKYO IDOL FESTIVAL 2012（2012年8月4日・5日） - 小野はるか、橋本渚、藤田彩加、小片リサ、廣瀬彩海、藤澤新奈
- TOKYO IDOL FESTIVAL 2013（2013年7月27日・28日） - 小野はるか、橋本渚、中村菜月、小片リサ、廣瀬彩海、井上玲音
- TOKYO IDOL FESTIVAL 2014（2014年8月2日・3日） - 橋本渚、中村菜月、小片リサ、堀江葵月、廣瀬彩海、井上玲音
- お台場合衆国2011「魁!音楽番付LIVE」（2011年8月13日、THE ポッシボーのバックダンサーとして参加） - 郡戸美有、笹塚しおり、赤羽つぶら、今野梨奈、小片リサ、坂上麻優
- ℃-ute武道館コンサート 2013『Queen of J-POP〜たどり着いた女戦士〜』（2013年9月9日・10日） - 橋本渚、小片リサ、廣瀬彩海、堀江葵月、井上玲音 ほか
- petit miladyファーストライブ（2014年5月11日、petit miladyバックダンサー「ニセミレディ」） - 橋本渚、廣瀬彩海
- Animelo Summer Live 2014（2014年8月29日、petit miladyバックダンサー「HANIWA DANCERS」） - 橋本渚、廣瀬彩海

### トレイニーズコレクション
- トレイニーズコレクション vol.1（2011年7月16日、渋谷屋根裏、1公演のみ）
- トレイニーズコレクション vol.2（2011年9月19日、渋谷屋根裏、1公演のみ）
- トレイニーズコレクション vol.3（2012年1月9日、渋谷Glad、昼夜2公演）
- トレイニーズコレクション vol.4（2012年3月3日、六本木Morph-Tokyo、昼夜2公演）
- トレイニーズコレクション vol.5（2012年5月5日、渋谷Glad、昼夜2公演）
- トレイニーズコレクション vol.6（2012年7月29日、渋谷Glad、昼夜2公演）
- トレイニーズコレクション vol.7（2013年10月14日、AKIBAカルチャーズ劇場、昼夜2公演）[注 1]
- トレイニーズコレクション vol.8 〜選抜メンバーライブ〜（2014年1月19日、渋谷REX、昼夜2公演） - 選抜メンバー6人のみ参加[18]
- トレイニーズコレクション vol.9（2014年4月29日、渋谷Glad、昼夜2公演）

### 舞台
- TKO LIVE 2012 〜ぼん!〜（2012年8月11日、心斎橋角座） - コント舞台

## 脚註